# Iñaki Perurena
Iñaki Perurena Gartziarena (Leitza, Navara, 23. rujna 1956.), je španjolski sportaš specijaliziran za baskijski seoski šport podizanje kamena.  Činio je također izlete u sferi kulture, kao pjesnik, kipar, glumac i bertsolari.  Član je kulturnog društva Nabarralde i objavljivao je članke u obrani identiteta Navare kao okosnice baskijske nacionalnosti.

## Športski uspjesi
Kao podizač kamena ili harrijasotzaile, njegov rekord je podizanje jednog kamena od 320 kg kao i tisuću puta podizanje kamena od 100 kg. 1999. godine kontinuirano u 5 sati i 4 minute.   Ranije godine 1990, on je pretukao rekord po težini dizanja kamena od 320 kg. On je bio u mogućnosti dizati tri puta, s jednim ruku, kamen 250 kg i dizanje četiri puta, također s jednom rukom, kamen 200 kg. Iako je njegov rekord za podizanje kamena s jedne strane je postavljena na 267 kg,   mogao je podići 320 kg kamen koristeći obje ruke.
Kao priznanje za svoju profesionalnu karijeru, bio je nagrađen i Zlatnim odličjem za športske zasluge Navare.
Njegov sin, Inaxio Perurena, također je podizač kamena te ima podršku od oca.

## Televizijski nastupi
- Euskal Herrian Barrena
- Goenkale
- Herriko Plaza
- Piratak

## Priznanja
- 1999. Zlatna medalja za sportske zasluge Vlade Navare.
- 2011. Nagrada Manuel Irujo, koju dodjeljuje Casa Manuel Irujo Estella.